# 今西龍
今西 龍（いまにし りゅう、1875年8月15日 - 1932年5月20日）は、日本の朝鮮史家、京都帝国大学教授。

## 経歴
1875年、岐阜県池田郡池田野新田（現：揖斐郡池田町）で生まれた。幼名は了哉。1903年、東京帝国大学文科大学史学科を卒業。
1906年より慶州など朝鮮半島ならびに中国東北部で考古学の調査を行い、1913年秥蝉県碑を発見。同1906年、京都帝国大学講師に就いた。1916年、助教授昇格。1922年、学位論文『Jusen部国考』を京都大学に提出して文学博士の学位を取得。
1922年から1924年まで北京に2年間の留学を命じられ、1926年に京城帝国大学・京都帝国大学兼任教授となった。1932年に脳溢血のため56歳で死去。

## 著作
著書
- 『新羅史研究』近沢書店 1933年
  - 復刻版 国書刊行会 1988年
- 『百済史研究』近沢書店 1934年
  - 復刻版 国書刊行会 1988年
- 『朝鮮史の栞』近沢書店 1935年
  - 復刻版 国書刊行会 1988年
- 『朝鮮古史の研究』近沢書店 1937年
  - 復刻版 国書刊行会 1988年

## 資料
- 「今西春秋先生をしのんで(含主要論著目録)」『朝鮮学報』94, 1980年, 237-239頁.